# Bosko's Store
Pour plus de détails, voir Fiche technique et Distribution.
Bosko's Store est un dessin animé américain réalisé par Hugh Harman, produit par la Warner Bros. Pictures, dans la série des Bosko (Looney Tunes), sorti en 1932.
Il a été réalisé par Hugh Harman et produit par Hugh Harman et Rudolf Ising. De plus, Leon Schlesinger est crédité comme producteur associé.

## Synopsis
Bosko est l'épicier du village. Ses clients lui en font voir de toutes les couleurs.

## Fiche technique
- Titre original : Bosko's store
- Réalisation : Hugh Harman
- Producteurs : Hugh Harman, Rudolf Ising et Leon Schlesinger
- Musique : Frank Marsales
- Production : Leon Schlesinger Studios
- Distribution : Warner Bros. Pictures
- Durée : 8 minutes
- Format : noir et blanc - mono
- Langue : anglais
- Pays : États-Unis
- Date de sortie :  États-Unis : 13 août 1932
- Genre : Dessin-animé
- Licence : domaine public[1]

## Musiques du film
- How Can You Say No (When All the World Is Saying Yes)?, de Joe Burke
- Turkey in the Straw (XIXe siècle), chanson traditionnelle américaine